# Стенкула, Мария
Мария Стенкула (швед. Maria Helena Stenkula, 22 июля 1842 — 8 февраля 1932) — шведский педагог и просветитель.

## Биография
Мария Стенкула родилась в 1842 г. в Сконе. Её родителями были врач Сахариас Фредрик Агатон Стенкула и Хедвиг Маргарета Мария Борг. Она была второй из одиннадцати детей, и её воспитывал дедушка, служивший пастором в Фархульте. В 1866—1867 гг. она училась в Statens Normalskola Flick Flickor, а в 1867—1870 гг. — в Högre lärarinneseminariet.
Мария Стенкула прониклась прогрессивными идеями повышения образованности женщин, чтобы они были полезны обществу не только как домохозяйки и воспитательницы детей, но и как профессионалы. В 1874 г. она вместе с Элин Луннерквист открыла школу для девочек в Мальмё, вначале называвшуюся Maria Stenkulas skola, в 1883 г. переименованную в Fröken Maria Stenkulas högre elementarskola för flickor, а со следующего года называвшуюся Malmö högre läroverk för flickor. В 1878 г. Элин Луннерквист, выйдя замуж, покинула школу.
Мария была директором этой школы с момента основания до 1899 г., а также преподавала немецкий язык и историю церкви. В Стокгольме и Гётеборге уже работали похожие школы, а в Мальмё, третьем по величине городе Швеции, это была третья, самая большая школа. В 1883 г. здесь учились 200—300 учеников, и образование включало 3 года начального и 8 лет среднего образования. Школа специализировалась на гуманитарном образовании, предлагала обучение шведскому, французскому, немецкому и английскому языкам, здесь учили пению, ввели предмет домашней экономики, были уроки гимнастики и гигиены. В школе имелась своя библиотека.
В 1899 году Стенкула оставила свою школу и уехала из Мальмё в небольшой городок в Сконе, где основала небольшую частную школу для семидесяти учеников из богатых семей. Она управляла этой школой с 1900 по 1917 гг., заложив здесь основы государственного среднего образования.
В 1932 г. Мария Стенкула ушла из жизни. Замужем она не была.
В том же 1932 г. бывшие ученики Марии Стенкулы основали Мемориальный фонд, названный её именем.